# Episodi di Project UFO (prima stagione)
| nº | Titolo originale                                | Titolo italiano                    | Prima TV USA     | Prima TV Italia |
| -- | ----------------------------------------------- | ---------------------------------- | ---------------- | --------------- |
| 1  | Sighting 4001: The Washington D.C. Incident     | La caduta di Icaro                 | 19 febbraio 1978 |                 |
| 2  | Sighting 4002: The Joshua Flats Incident        | Il mistero dell'aquilone           | 26 febbraio 1978 |                 |
| 3  | Sighting 4003: The Fremont Incident             | Essi ci osservano                  | 12 marzo 1978    |                 |
| 4  | Sighting 4004: The Howard Crossing Incident     | Testimone attendibile              | 19 marzo 1978    |                 |
| 5  | Sighting 4005: The Medicine Bow Incident        | Il boomerang                       | 26 marzo 1978    |                 |
| 6  | Sighting 4006: The Nevada Desert Incident       | Linciaggio morale                  | 2 aprile 1978    |                 |
| 7  | Sighting 4007: The Forest City Incident         | Il vetro galattico                 | 9 aprile 1978    |                 |
| 8  | Sighting 4008: The Desert Springs Incident      | I venusiani alla porta             | 23 aprile 1978   |                 |
| 9  | Sighting 4009: The French Incident              | Il segno sulla mano                | 30 aprile 1978   |                 |
| 10 | Sighting 4010: The Waterford Incident           | La punta della freccia             | 7 maggio 1978    |                 |
| 11 | Sighting 4011: The Doll House Incident          | Pane da un'altra terra             | 20 maggio 1978   |                 |
| 12 | Sighting 4012: The Rock and Hard Place Incident | Avvistamento sul nido delle aquile | 27 maggio 1978   |                 |
| 13 | Sighting 4013: The St. Hillary Incident         | Il fuoco e la rosa                 | 4 giugno 1978    |                 |